# Karl Dopf
Karl Dopf (* 1. November 1883 in Desselbrunn in Oberösterreich; † 16. November 1968 in Desselbrunn) war ein österreichischer Journalist und Autor.

## Leben
Karl Dopf wurde am 1. November 1883 in Desselbrunn in Oberösterreich als uneheliches Kind einer Magd geboren und wuchs in ärmlichen Verhältnissen auf. Mit 13 Jahren arbeitete er als Knecht, ab 1902 fand er Beschäftigung als Hilfsarbeiter in der Papierfabrik Steyrermühl und wurde Mitglied der Freien Gewerkschaften und der Sozialdemokratischen Arbeiterpartei (SDAP), 1911 Vertrauensmann der Gewerkschaft und Vertrauensmann der sozialdemokratischen Partei für den Bezirk Gmunden.
Der Schriftsteller Hugo Rösch führte Dopf in die „Deutsche Briefgesellschaft“ ein, der auch Rudolf Großmann und Jörg Lanz von Liebenfels angehörten. Der Ökonom Hanns Dorn ermöglichte ihm ein Volontariat bei der Zeitschrift „Der Staats-Bürger“.
Dopf entfernte sich von der Sozialdemokratie, schrieb für deutschnationale Veröffentlichungen, stand aber auch mit der österreichischen und deutschen Anarchistenszene in Kontakt, für deren Blätter er gleichfalls Beiträge lieferte.
1912 zog Dopf mit seiner Frau Maria nach Hamburg und arbeitete dort als Hilfsarbeiter in der „Verlagsgesellschaft deutscher Konsumvereine“. Ab 1913/14 wurde er Mitglied der „Neu-Jesu-Bewegung“, für die er 1914 die Werbebroschüre „Der Neu-Jesu-Gedanke“ verfasste. Er wandte sich außerdem dem Deutschen Monistenbund zu und war mit einem Beitrag in der 1914 veröffentlichten Festschrift zum 80. Geburtstag des Gründers Ernst Haeckel vertreten.
Nach seinem Kriegsdienst in der österreichisch-ungarischen Armee vom Februar 1915 bis 1918 kam Dopf nach Hamburg zurück und verfasste zahlreiche Beiträge für die Zeitung „Alarm“ (unter diversen Pseudonymen wie Luzifer, Ego, Helios, Ein Namenloser, Dr. Rakus, Hans Werner, Cajus Marius, Maria Dopf, K. D. Tassilobrunn und A. Rotzka) und „Der Pranger“.
Zeitgleich erfolgte die Gründung des „Schutzbundes für Vorbestrafte“ mit der Zeitschrift „Der Verfehmte“, während die Zeitschrift „Die Stimme“ das Sprachrohr des ebenfalls neu gegründeten Vereins für ehemalige Fürsorgezöglinge war. Obwohl diese Initiativen bald an Geldmangel scheiterten, gründete Dopf 1921 den Signal-Verlag sowie die esoterisch-anarchistische Zeitschrift „Der Krakehler“, deren Nachfolger die Zeitschriften „Das Signal“ (1923), „Der Freiheitskünder“ (1924) und schließlich „Die freie Bühne“ (1925 bis 1926) wurde.
Kurzzeitig Anhänger des Inflationspredigers Ludwig Christian Haeusser zog er sich nach 1927 aus der politisch motivierten Publizistik zurück und konnte sich als Fachjournalist mit eigenem Verlag auf dem Gebiet der Papierherstellung und -erzeugung etablieren. Nach Angaben von Carl Thinius gehörten beide einer von ihnen gebildeten Widerstandsgruppe „Liga gegen geistige Unterdrückung und Zwangsherrschaft durch den Faschismus“ an.
Nach Kriegsende übernahm Dopf zunächst die Funktion eines Kommissars für die Holzversorgung in Hamburg-Hummelsbüttel, kehrte allerdings 1947 nach Oberösterreich zurück, wo er der Sozialdemokratischen Partei Österreichs (SPÖ) beitrat und bis zu seinem Tode 1968 lebte. Maria Dopf starb bereits am 26. Juli 1958 im Krankenhaus Gmunden.
Der Nachlass des Autors, der sich im Institut für Wissenschaft und Kunst Oberösterreich in Linz befindet, dient als wichtige Quelle für die wissenschaftliche Aufarbeitung von Arbeiterbewegung und Anarchismus.

## Schriften
- Der Neu-Jesu-Gedanke. Klein, Köln 1914
- Dunkle Chronik. Ein moderner Pfaffenspiegel. Antirömische Reminiszenzen, Miszzellen u. Episoden, Tatsachen u. Geschehnisse. Signal, Hamburg 1926
- Tüten und Briefumschläge. Technik u. Arbeitsverlauf d. Herstellg. Verl. d. Dt. Arbeitsfront, Berlin 1937
- Papier als Werkstoff. Herstellung u. Verwendung unserer wichtigsten Nutzpapiere. Verl. d. Dt. Arbeitsfront, Berlin 1938
- Das Papierfärben. Verl. d. Dt. Arbeitsfront, Berlin 1938
- Bleicherei und Wäscherei in der Papierfabrikation. Arbeitsverfahren u. techn. Behelfe. Verl. d. Dt. Arbeitsfront, Berlin 1938
- Unsere heimische Nutzhölzer. Ihre Gewinng, Verwendg u. wirtschaftl. Bedeutg. Jänecke, Leipzig 1939
- Die Schuld der Gräfin Warsberg. Standard-Zeitschriftenverl. Herbert Potzinger, Graz 1955
- Werde Schöpfer deines Schicksals. Lebensweiser-Verl., Büdingen-Gettenbach 1956